# Kraszna vármegye

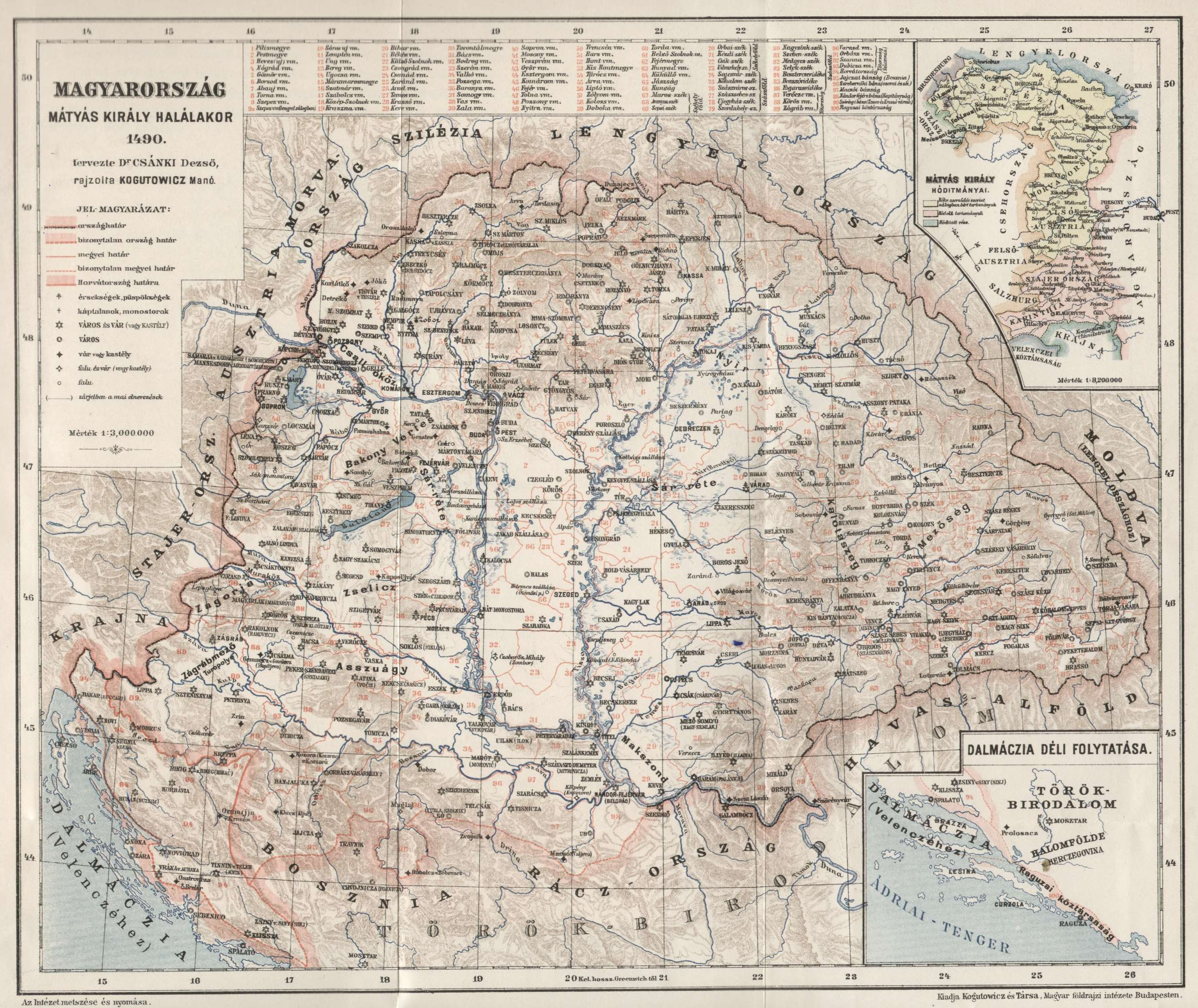
Csánki Dezső–Kogutowicz Manó: Magyarország Mátyás király halálakor

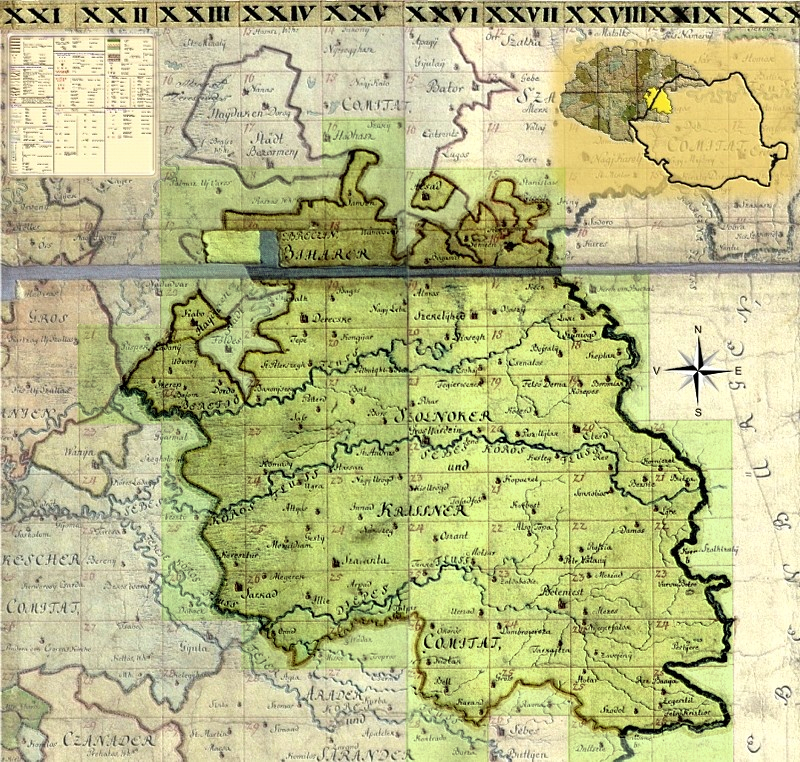
Bihar-Szolnok-Kraszna vármegye Magyarország első katonai felmérése térképének részletén, 1782-85

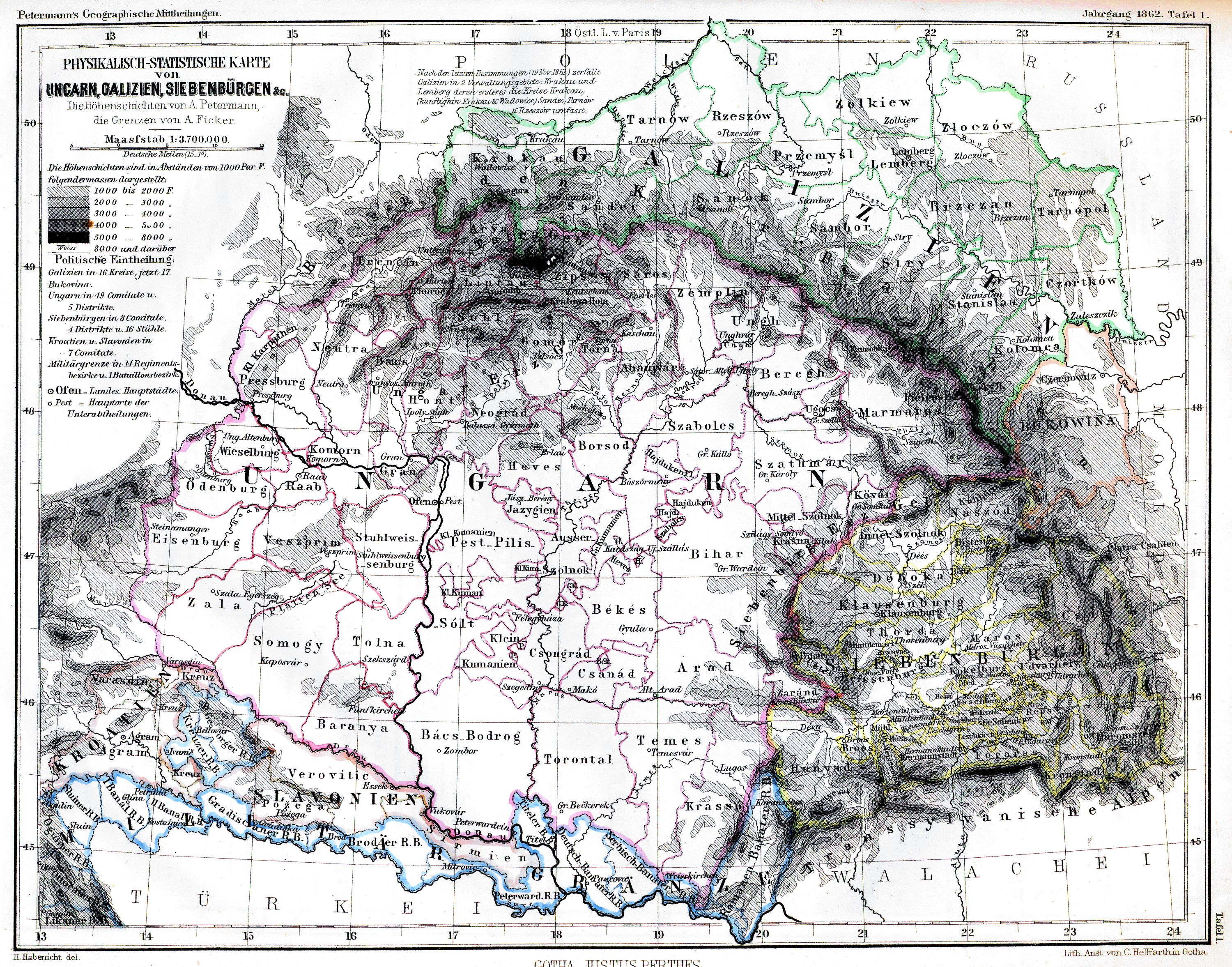
Elhelyezkedése egy 1862-es térképen

Kraszna vármegye a Magyar Királyság tiszántúli kerületének egyik vármegyéje volt. Területe megszűnése előtt 1148,8 km², lakóinak száma 1870-ben  62 714 volt. Székhelye a tatárjárásig Kraszna volt, ezt követően Valkóvára (ma:Valkóváralja, Sub Cetate), 1445-től Szilágysomlyó.

## Fekvése
Kraszna vármegye a Kraszna és a Berettyó felső szakaszának vidékét foglalta magába, melyet délkelet felől a Meszes-hegység, délnyugat felől pedig folytatása a Réz-hegység, régi nevén Igyfan-erdő volt.

## Története
A terület a honfoglaláskor gyéren lakott terület volt, a honfoglalók a helynévanyagot figyelembe véve itt jelentős szláv lakosságot találtak.
A 895-ben ide benyomuló magyar törzsek a megye területén nem létesítettek állandó téli szállásokat, de a Berettyó mentén felhatolva völgyeit nyári legelőnek használták.
A megye ősi birtokosai közül ismert a Berettyó torkolatvidékén lakó Csolt nemzetség, a lázadó Vata nemzetsége. A Berettyó forrásvidékén fekvő Szilágysomlyó, régi nevén Vattasomlaja is a 13. századig a Csolt nemzetség birtoka volt. Egy Szent László korából való oklevéltöredék szerint pedig a 11. században Napkor és Meszte Bölénymezőnél való föld és dézsmamentesség kiváltságáról tesz említést, utóbbiak: a Napkor és Meszte nembelieknek a 13-14. században Borzás faluban voltak birtokaik. E nemzetségnek ezenkívül az Alföldön, a Nyírségben is volt egy Napkor nevű szikes birtoka, mely 11. századi szálláspárra mutat, melyet még Napkor vagy Meszte kaphatott adományba. E adatok arra mutatnak, hogy míg a 10. században a megye területét csak nyári legelőnek használták, a 11. századra a magyar és szláv birtokosréteg itt állandó településeket hozott létre.
A megye megszervezése az első alapítású vármegyék közé tartozik, és a megye területén esperesség is alakult, ez arra utal, hogy még Szent István hozta létre az államszervezéskor.
A várszervezet annak köszönheti létét, hogy a megyén vezetett keresztül az Észak-Erdélybe vivő főút és itt ágazott szét a Meszesi kapu felé, valamint délre kanyarodva a Sebes-Körös völgyébe. Felállítása valószínűleg megelőzte az István király uralkodásának vége felé létesített Szolnoki várispánság szervezését, amikor környékét a Szolnok vár alá rendelték.
A megye tatárjárás előtti szervezete már rendelkezett ispánnal (1164-), udvarbíróval, hadnaggyal, várnaggyal, billogossal, várjobbágyokkal, száznagyokkal, várnépekkel (1213-1319). Ekkorról már 10 várbirtokról van tudomásunk és 1219-ben említették 2 centurióját is, ami legalább 2 század várnépet jelentett. A vármegyében határőrszervezetnek nem volt jele, ezt a feladatot a Meszesen túli várispánságok látták el. A tatárjárás a megye lakosságát is erősen megtizedelte, mivel a megye a mongol sereg útvonalába esett. Ismert több falu elnéptelenedése a Berettyó parton és Somlyó körül, és elvesztette jelentőségét maga a vár is.
IV. Béla várépítő politikájának köszönhetően a megye képe a tatárjárás után jelentősen átalakult: 1249-ben a Geregye nemzetségből való Pál országbíró nyert itt birtokokat a királytól: az Igyfon erdőuralom peremén Zovány, Nagyfalu és Valkó földeket, melyeknek határai kiterjedtek az uradalom erdeire is. A Berettyó kanyarulatánál Pál mester vagy fiai építették fel Valkó várát, amely IV. László király uralkodása alatt a Geregye nemzetség uralmát megtörő és a bihari várakat elfoglaló Borsa nemzetségbeli Borsa Kopasz kezére jutott, kinek fiától Bekchtől Károly Róbert király egyik vezére Elefánthi Dezső 1316-ban elfoglalta, de Kopasz veje Majos fia Majos híveivel csatát nyerve birtokba vette a megyét, amely kezén maradt 1318-ban bekövetkezett bukásáig, sőt később az ispánság is a kezébe került 1333-ig.
A vár körül már a Borsa nemzetség ideje alatt tekintélyes váruradalom is kialakult, mely kiterjedt a Berettyó és a Felső-Kraszna völgyi falvakon kívül a lakatlan erdőségekre is.
A Borsák birtokainak elkobzása után a szomszéd megyékhez hasonlóan 1330 körül a valkai uradalmat is vlachokkal telepítették be. 1341-re már 9 hegyi telepítvény létesült az igyfoni és a meszesi erdőuralom helyén, részben a meglévő falvak völgyeinek végénél, részben a völgyi birtokosok erdeinek kisajátításával (pl. Borzás).
Helyi középnemesség a Borzásiakon és a Kémerieken kívül a kis megyékben nem volt, jobbára idegen vármegyékből való főnemes családok jelentek meg itt a birtokosok közt: a Csoltok solymai uradalma, Rátót nemzetségbeli Roland, Pok nemzetségbeli Móricz közös birtoklása után a Pokiak kezére került, de váruradalommá (mint utóbb a Báthoriak alatt) még nem épült. Birtokot szereztek itt még a Miskolc nemzetségből való Ponit, a Káta nemzetségből való Csaholyiak, akik egy másik Borsod megyei családnak; a Parasznyaiaknak adták tovább, a Tomaj nemzetségbeliek pusztáit pedig a Turul nemzetségbeli  Bályokiak, illetve Széplakiak próbálták bérlet útján megszerezni, de csak Ipp jutott a kezükre. Károly Róbert idején pedig a Nógrád megyei Dráhiak Ilosvát és Lompértot nyerték el.
Jelentékeny számú volt még a javarészt várjobbágyok utódaiból alakult helyi kisnemesség is. Az Anjou korban a megye települési és etnikai képe is lényeges átalakuláson ment át.
1571 és 1876 között a Partium része volt, és hol Erdélyhez, hol a Magyar Királysághoz tartozott. A vármegye 1876-ban megszűnt, és Közép-Szolnok vármegyével egyesítve Szilágy vármegye alkotórésze lett. Területén ma főként a romániai Szilágy megye található.
1870-ben 62.714 lakosa volt, melyből 36.882 (58,8%) görög katolikus, 17.719 (28,3%) református, 5.985 (9,5%) római katolikus, 2.042 (3,3%) izraelita és 86 egyéb vallású volt. 58,5% román, 37,5% magyar és 3,3% zsidó nemzetiségű.

## Települései az 1715. évi országos összeírásban

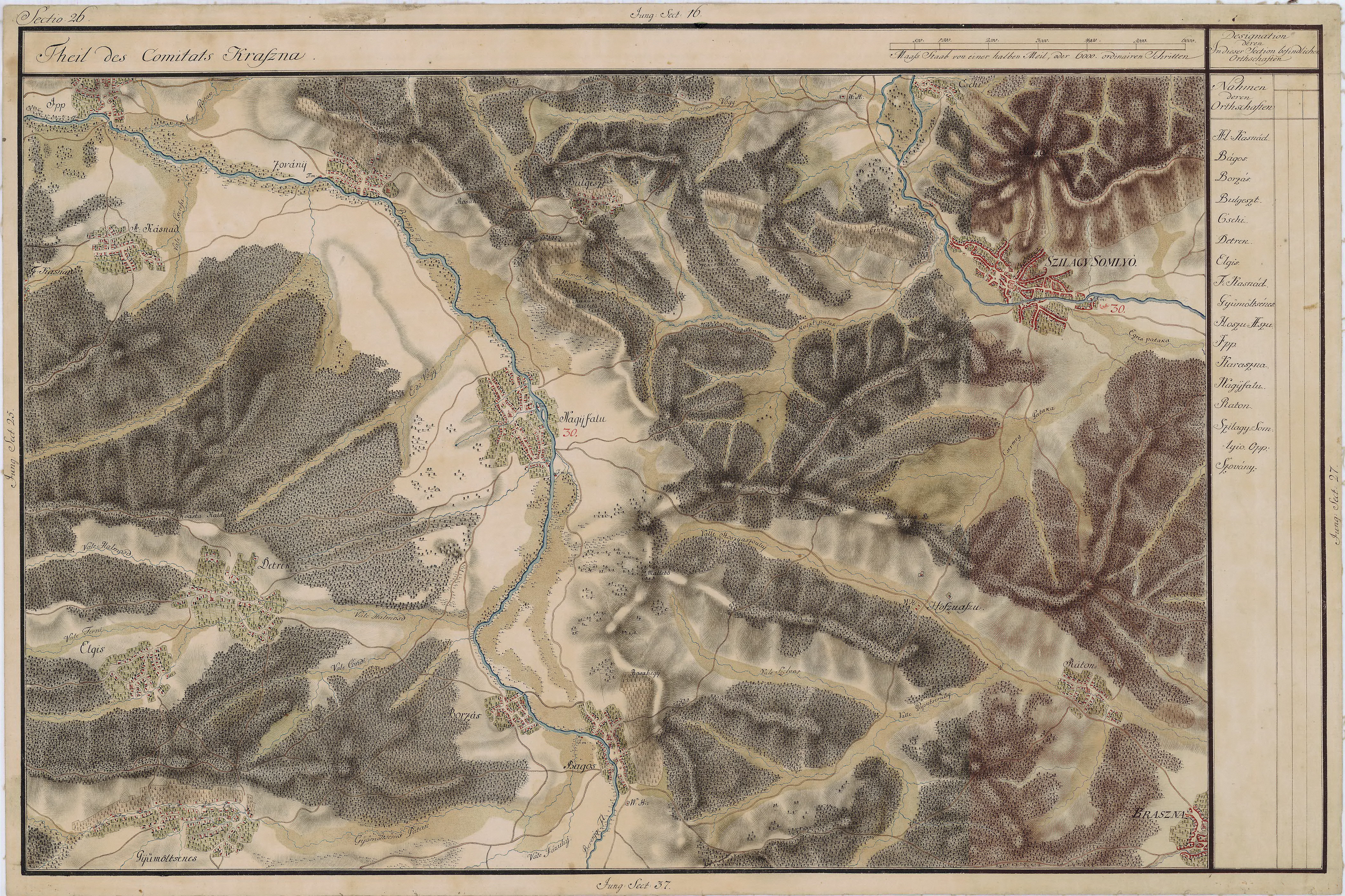
Kraszna megye a 18. században

A jegyzék a korabeli összeírás vélhetően földrajzi sorrendjét követi. Előbb a település egyértelmű magyar neve, majd zárójelben a korabeli helyesírású névalak.
- Szilágyballa (Balla)
- Nagygoroszló (Goroszló)
- (Hoszumező)
- (Baxa)
- (Badacsony)
- Selymesilosva (Ilosva)
- (György-Telek)
- (Hid-Vegh)
- Szilágyperecsen (Perecseny)
- Varsolc (Varsocz)
- (Petenye)
- Krasznahorvát (Horvat)
- (Szereden)
- Kraszna (Kraszna)
- Magyarkecel (Magyar-Keczely)
- (Olah-Keczely)
- (Also Ban)
- (Récse)
- (Bogdan haza)
- (Bagoly falu)
- (Perje)
- (Boján)
- (Czizér)
- (Balla háza)
- (Toth falu)
- (Felsö Bán)
- (Pecsely)
- (Maron)

Alsó járás
- Szilágysomlyó (Somlyo)
- (Kerestelek)
- (Detrehe)
- (Ujvagas)
- Felsővalkó (Oláh-Valko)
- Gyümölcsénes (Gyömölcsénes)
- (Marka Szek)
- (Jáz)
- (Paptelke)
- Szilágynagyfalu (Nagyfalu)
- (Füzes)
- Szilágyborzás (Borzas)
- (Eleös)
- (Lecsmér)
- Alsóvalkó (Magyarvalko)
- Kémer (Kemer)
- Szilágybagos (Bagos)
- (Zomály)
- Szilágyzovány (Zovany)
- Ipp (Íp)
- Kárásztelek (Karasstelek)
- (Kaznacs)
- (Márka)
- Bürgezd (Bilgezd)
- (Csehi)
- (Uilak)
- (Almás)
- (Halmosd)
- (Paczal)
- (Domoszló)